# 瓦倫西亞王國
瓦倫西亞王國（Regne de València）是位於伊比利亞半島東海岸的一個王國，也是阿拉貢聯合王國之一。瓦倫西亞王國成立時曾是伊斯兰教的泰法，但在1237年被基督教的阿拉貢聯合王國佔領。西班牙王國成立之後，瓦倫西亞王國成為西班牙王國的一部分，曾擁有高度的自治權。但在18世紀時期，由於在西班牙王位繼承戰爭中失敗，瓦倫西亞王國的自治權被剝奪。現在西班牙的瓦倫西亞自治區基本和瓦倫西亞王國的範圍重疊。